# Détachement d'aide volontaire

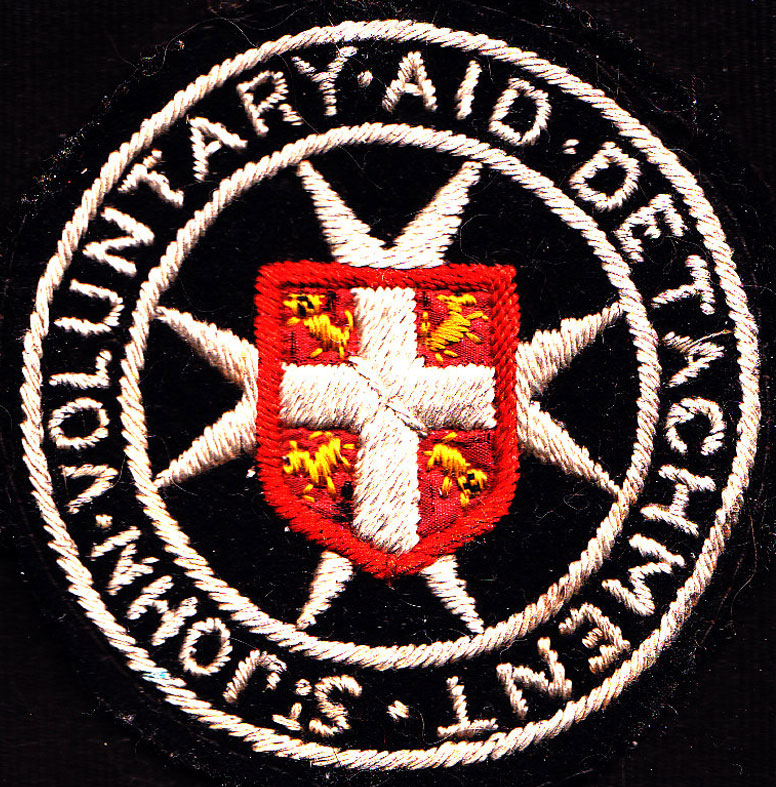
Insigne brodé, 1916.

Le Détachement d'aide volontaire (Voluntary Aid Detachment, VAD) est une unité de volontaires civils fournissant des soins infirmiers au personnel militaire du Royaume-Uni et de divers autres pays de l'Empire britannique. Les périodes d'opération les plus importantes sont la Première Guerre mondiale et la Seconde Guerre mondiale. Bien que les VAD soient intimement liées à l'effort de guerre, elles n'étaient pas des infirmières militaires car elles ne se trouvaient pas sous contrôle militaire, contrairement au Queen Alexandra's Royal Army Nursing Corps, au Princess Mary's Royal Air Force Nursing Service (en) et au Queen Alexandra's Royal Naval Nursing Service (en). Les infirmières du VAD travaillaient dans des hôpitaux de campagne, c'est-à-dire près du champ de bataille, mais parfois en Grande-Bretagne.

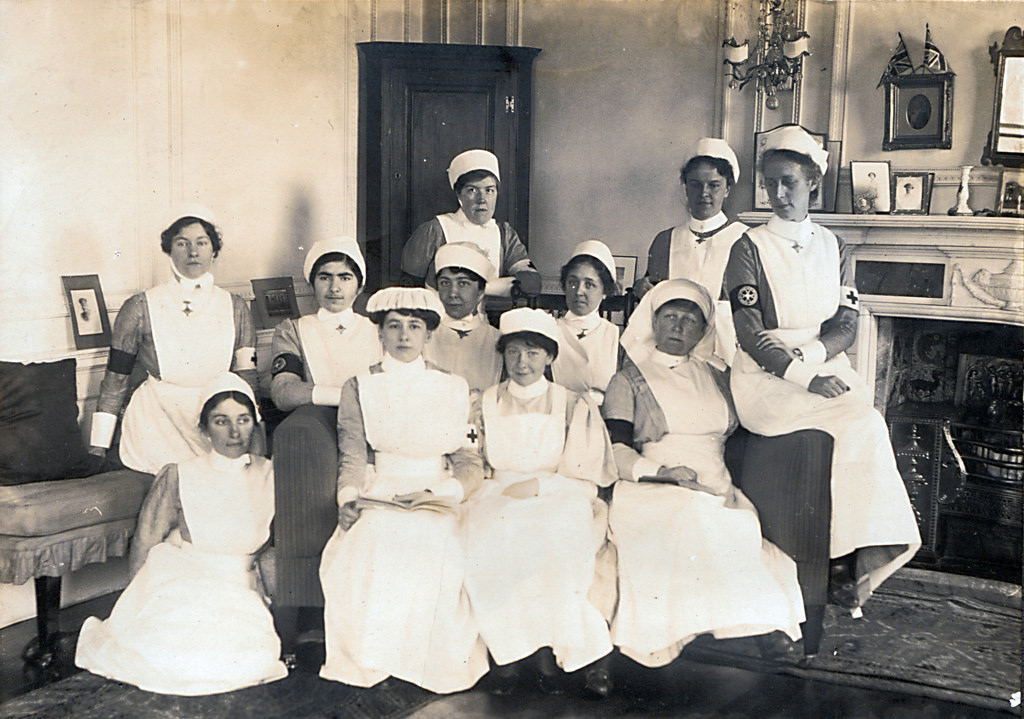
Des VAD en 1915.

## Origine et Première Guerre mondiale
Le VAD est fondé en 1909 avec l'aide de la Croix-Rouge britannique et de l'Ordre de Saint-Jean. À l'été 1914, l'organisation compte plus de 2 500 volontaires en Grande-Bretagne. Sur les 74 000 membres du VAD en 1914, les deux tiers étaient des femmes,.
En août 1914, juste après le début de la guerre en Europe, la Croix-Rouge britannique et l'Ordre de Saint-Jean proposent de former la Joint War Organisation (en), avec l'intention de mettre en commun leurs moyens et de fournir au personnel de Saint-Jean la protection de la Croix-Rouge. Un accord en ce sens est conclu le 24 octobre 1914.
Au début de la Première Guerre mondiale, les membres du VAD offrent avec enthousiasme leur service à l'effort de guerre, mais la Croix-Rouge britannique est réticente à autoriser les femmes civiles à jouer un rôle dans les hôpitaux à l'étranger, la plupart des volontaires appartenant aux classes moyennes et supérieures et n'étant pas habituées aux difficultés et à la discipline hospitalière traditionnelle. Les autorités militaires ne voulaient pas non plus les VAD en première ligne.
Initialement, les VAD sont officiellement enregistrées comme étant affectés à un seul hôpital, mais au fil du temps, elles ont également travaillé — souvent officieusement et seulement quelques jours — dans un certain nombre d'hôpitaux de leur région, offrant une continuité des soins à certains patients lors des transferts hospitaliers.
Katharine Furse (en) emmene deux VAD en France en octobre 1914, les restreignant au service des cantines et en cuisinie, mais la guerre les contraints à s'orienter vers le service hospitalier d'urgence. La pénurie croissante d'infirmières formées ouvre la porte aux VAD dans les hôpitaux militaires à l'étranger. Furse est nommée commandante en chef des détachements et les restrictions sont levées, les femmes volontaires âgées de plus de vingt-trois ans et comptant plus de trois mois d'expérience à l'hôpital sont acceptées pour un service à l'étranger. 
En 1916, les hôpitaux militaires en Grande-Bretagne emploient environ 8 000 infirmières qualifiées avec environ 126 000 lits et 4 000 infirmières à l'étranger avec 93 000 lits. En 1918, il y a environ 80 000 membres du VAD : 12 000 infirmières travaillant dans les hôpitaux militaires et 60 000 bénévoles non rémunérés travaillant dans des hôpitaux auxiliaires. Certaines des volontaires avaient une attitude condescendante envers les infirmières rémunérées.
Les VAD sont difficiles à intégrer aux hôpitaux militaires, elles n'ont pas les compétences et la discipline avancées d'infirmières professionnelles et critiquent souvent ces dernières. Les relations se sont améliorées au fur et à mesure que la guerre durait, les membres du VAD ont accru leurs compétences et leur efficacité et les infirmières formées ont davantage accepté les contributions des VAD.
Pendant quatre ans de guerre, 38 000 VAD travaillent dans des hôpitaux, sont ambulancières ou cuisinières. Les VADs ont servi sur le front de l'ouest, puis de l'est en Mésopotamie et à Gallipoli. Des hôpitaux VAD ont également été ouverts dans la plupart des grandes villes de Grande-Bretagne. Elles ont fourni une source inestimable d'aide dans l'effort de guerre et beaucoup sont décorées pour leurs services.
À la fin de la guerre, les dirigeants de la profession conviennent que les VAD non formées ne devraient pas être admises dans le nouveau « registre des infirmières ».

## Infirmières VAD notables

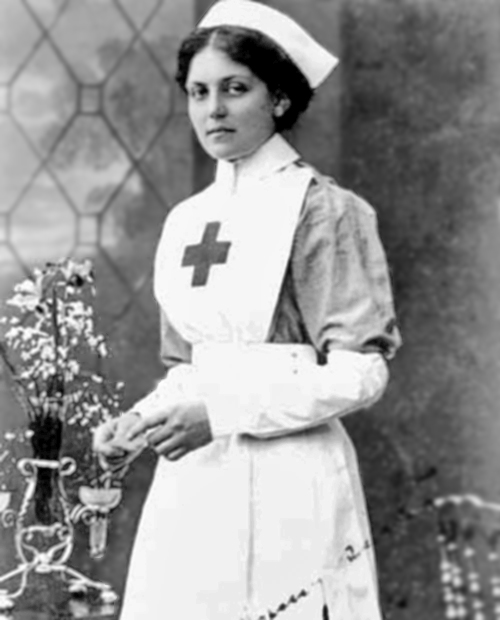
Violet Jessop dans son uniforme du Détachement d'aide volontaire.

### Autrices de mémoires
Certaines VAD ont laissé des écrits de leur service : 
- Enid Bagnold, auteure du roman National Velvet, sur lequel était fondé le film de 1944 Le Grand National avec Elizabeth Taylor. Son compte rendu de ses expériences est relaté dans son mémoire A Diary Without Dates publié en 1918.
- Vera Brittain, auteure du mémoire à succès Testament of Youth de 1933, racontant ses expériences pendant la Première Guerre mondiale.
- Agatha Christie, auteure qui détaille brièvement ses expériences VAD dans son autobiographie publiée à titre posthume.
- Frances Cluett, de Terre-Neuve et Labrador, dont les lettres décrivent les horreurs de la Première Guerre mondiale.
- Lady Ursula d'Abo, auteure anglaise qui détaille ses expériences VAD dans ses mémoires intitulés The Girl with the Widow's Peak: The Memoirs.
- EM Delafield, auteure britannique de la série Diary of a Provincial Lady et d'une trentaine d'autres romans. Ses expériences de travail à l'hôpital VAD d'Exeter lui ont fourni du matériel pour l'un de ses romans les plus populaires, The War Workers, publié en 1918[8].
- Mollie Skinner (sous le nom de plume « RE Leake ») a écrit Letters of a VAD, 1918.

### Personnel médical
Des personnes réputées pour leurs contributions aux soins infirmiers, à la santé ou à la science, ou pour leur service VAD lui-même : 
- Edith Cliff, commandante de l'hôpital militaire de Gledhow Hall, l'une des nombreuses directrices à être décorée de Ordre de l'Empire britannique pour son travail d'infirmière.
- Violet Jessop, hôtesse de l'air britannique formée comme infirmière VAD après le déclenchement de la Première Guerre mondiale. Elle avait été hôtesse à bord du Titanic lors de son naufrage en 1912 et était également à bord du navire-hôpital Britannic (le navire jumeau du Titanic) comme infirmière de la Croix-Rouge lors de son naufrage en 1916.
- Marjory Stephenson, biochimiste, bactériologiste et l'une des deux premières femmes élues à la Royal Society en 1945.

### Autres domaines
De nombreuses VAD ont joué un rôle important dans d'autres domaines après la guerre :
- Ida Nancy Ashburn, directrice australienne.
- Mary Borden, romancière anglo-américaine.
- May Wedderburn Cannan, poète britannique.
- Dame Rachel Crowdy, infirmière anglaise qui a été chef de la Section du trafic de l'opium et des questions sociales de la Société des Nations de 1919 à 1931.
- Lottie Dod, sportive anglaise plus connue comme joueuse de tennis. Elle a remporté le championnat de simple féminin de Wimbledon à cinq reprises à la fin du XIXe siècle.
- Amelia Earhart, pionnière de l'aviation américaine.
- Hilda May Gordon, peintre britannique.
- Hattie Jacques, comédienne anglaise.
- Naomi Mitchison, écrivaine écossaise.
- Olivia Robertson, auteure britannique et cofondatrice de la Fellowship of Isis.
- Sophia Duleep Singh, suffragette.
- Freya Stark, exploratrice et écrivaine de voyage.
- Jessie Traill, peintre australienne[9].
- Anna Zinkeisen, peintre et illustratrice écossaise[10].
- Doris Zinkeisen, peintre écossaise, artiste et conceptrice théâtrale.

## Dans la fiction
Deux romans d'Ernest Hemingway présentent des VAD :
- Brett / Lady Ashley dans Le soleil se lève aussi.
- Catherine Barkley dans L'Adieu aux armes.

Les romans d'Agatha Christie présentent plusieurs VAD, notamment :
- Cynthia Murdock dans son premier roman, The Mysterious Affair at Styles, 1920,
- Prudence Beresford et Nell Vereker dans son roman Giant's Bread de 1930, écrit sous le pseudonyme de Mary Westmacott.

Exemples avec d'autres auteurs :
- Mildred Haycock, qui figure dans la nouvelle séquence A Dance to the Music of Time d'Anthony Powell.
- Le roman Not So Quiet... par Helen Zenna Smith (un pseudonyme pour Evadne Price) raconte les expériences des ambulancières VAD qui ont évacué les victimes de la Première Guerre mondiale.
- Le personnage de Georgina Worsley devient un VAD dans la quatrième série de Upstairs, Downstairs, un récit fictif fondé sur les journaux intimes de Lady Cynthia Asquith qui était une VAD pendant la Première Guerre mondiale.
- Dans le huitième livre de la série Anne of Green Gables, Rilla of Ingleside de Lucy Maud Montgomery, Faith Meredith est une VAD. Il s'agit de l'un des rares livres contemporains à montrer le point de vue canadien pendant la Première Guerre mondiale.
- Le personnage de Celia Coplestone dans la pièce de TS Eliot The Cocktail Party (1949) devient infirmière VAD après son échec avec Edward Chamberlayne.
- Le personnage de Lady Sybil Crawley devient une VAD dans la série télévisée Downton Abbey, qui suit la vie de la famille aristocratique Crawley et de leurs serviteurs.
- Les romans A Girl Called Thursday et la suite A Promise to Keep de Lilian Harry, également le personnage de Val par la même auteure.
- Le livre War Nurse de la série My Story, le personnage principal Kitty Langley devient une VAD.
- Molly O'Sullivan (Ruth Bradley) est une infirmière irlandaise VAD pendant la Première Guerre mondiale qui est en compagnie du huitième docteur Who.
- Sœur Evangelina est décrite comme une VAD parachutiste dans Call the Midwife de Jennifer Worth.
- Heather Brown devient une VAD dans The Two Pound Tram de William Newton, 2003.
- Stella Bain est infirmière VAD dans le roman Stella Bain d'Anita Shreve.
- Mary Lamington qui travaillait dans un hôpital à Isham dans les Cotswolds et devait plus tard devenir l'épouse de Richard Hannay dans M. Standfast de John Buchan.
- Sasha Fox, protagoniste du roman pour adolescents de 2005 de Marcus Sedgwick The Foreshadowing.
- Katherine Trevelyan, Rosalie Berwick et Flora Marshall dans le drame sur la Première Guerre mondiale The Crimson Field, 2014.